# Run Saber
Run Saber è un videogioco a piattaforme sviluppato da Horisoft e pubblicato nel 1993 da Atlus per Super Nintendo Entertainment System.

## Modalità di gioco
In Run Saber è possibile controllare Allen o Sheena attraverso cinque livelli di gioco. Il gameplay del titolo è stato paragonato a quello di Strider.